# Carlos Gustavo de Baden-Durlach
Carlos Gustavo de Baden-Durlach (Durlach, 27 de setembro de 1648 – Karlsruhe, 24 de outubro de 1703) foi um general alemão. Era filho do marquês Frederico VI de Baden-Durlach e da sua esposa, a condessa palatina Cristina Madalena de Zweibrücken-Kleeburg.

## Biografia
Carlos Gustavo era coronel real do regimento de infantaria do círculo protestante do círculo da Suábia e, a partir de 1683, tornou-se também coronel do regimento de infantaria do segundo círculo (evangélico). Em 1683 prestou serviço militar como general-major e, ao mesmo tempo, comandante-em-chefe das tropas do círculo. Em 1686 foi promovido a tenente-marechal-de-campo da infantaria do círculo da Suábia. Em 1692 tornou-se general e em 1697 marechal-de-campo.

## Casamento e descendência
Carlos Gustavo casou-se no dia 28 de outubro de 1677 com a duquesa Ana Sofia de Brunswick-Wolfenbüttel, filha do duque António Ulrich de Brunsvique-Luneburgo. Tiveram os seguintes filhos:
1. Cristina Juliana de Baden-Durlach (12 de setembro de 1678 - 10 de julho de 1707), casada com João Guilherme III, Duque de Saxe-Eisenach; com descendência.
2. Carlos de Baden-Durlach (30 de março de 1680 – 30 de agosto de 1680), morreu com cinco meses de idade.
3. Frederico Rudolfo de Baden-Durlach (13 de maio de 1681 – 18 de maio de 1682), morreu com um ano de idade.
4. Carlos António de Baden-Durlach (29 de janeiro de 1683 – 31 de maio de 1692), morreu aos nove anos de idade.

## Genealogia
| Carlos Gustavo de Baden | Pai: Frederico VI de Baden-Durlach             | Avô paterno: Frederico V de Baden-Durlach          | Bisavô paterno: Jorge Frederico de Baden-Durlach |
| Carlos Gustavo de Baden | Pai: Frederico VI de Baden-Durlach             | Avô paterno: Frederico V de Baden-Durlach          | Bisavó paterna: Juliana Úrsula de Salm-Neufville |
| Carlos Gustavo de Baden | Pai: Frederico VI de Baden-Durlach             | Avó paterna: Bárbara de Württemberg                | Bisavô paterno: Frederico I de Württemberg       |
| Carlos Gustavo de Baden | Pai: Frederico VI de Baden-Durlach             | Avó paterna: Bárbara de Württemberg                | Bisavó paterna: Sibila de Anhalt                 |
| Carlos Gustavo de Baden | Mãe: Cristina Madalena de Zweibrücken-Kleeburg | Avô materno: João Casimiro de Zweibrücken-Kleeburg | Bisavô materno: João I de Zweibrücken            |
| Carlos Gustavo de Baden | Mãe: Cristina Madalena de Zweibrücken-Kleeburg | Avô materno: João Casimiro de Zweibrücken-Kleeburg | Bisavó materna: Madalena de Jülich-Cleves-Berg   |
| Carlos Gustavo de Baden | Mãe: Cristina Madalena de Zweibrücken-Kleeburg | Avó materna: Catarina da Suécia                    | Bisavô materno: Carlos IX da Suécia              |
| Carlos Gustavo de Baden | Mãe: Cristina Madalena de Zweibrücken-Kleeburg | Avó materna: Catarina da Suécia                    | Bisavó materna: Ana Maria do Palatinado-Simmern  |